# Дон Реві
Дон Реві (англ. Don Revie; 10 липня 1927, Мідлсбро — 26 травня 1989, Единбург) — англійський футболіст, нападник. По завершенні ігрової кар'єри — тренер.

## Клубна кар'єра
У дорослому футболі дебютував 1944 року виступами за команду клубу «Лестер Сіті», в якій провів п'ять сезонів, взявши участь у 96 матчах чемпіонату.
Протягом 1949—1951 років захищав кольори команди клубу «Халл Сіті».
Своєю грою за останню команду привернув увагу представників тренерського штабу клубу «Манчестер Сіті», до складу якого приєднався 1951 року. Відіграв за команду з Манчестера наступні п'ять сезонів своєї ігрової кар'єри. Більшість часу, проведеного у складі «Манчестер Сіті», був основним гравцем атакувальної ланки команди.
Протягом 1956—1958 років захищав кольори команди «Сандерленд».
1958 року перейшов до клубу «Лідс Юнайтед», за який відіграв 4 сезони. Завершив професійну кар'єру футболіста виступами за команду «Лідс Юнайтед» у 1962 році

## Виступи за збірну
1954 року дебютував в офіційних матчах у складі національної збірної Англії. Протягом кар'єри у національній команді, яка тривала усього 2 роки, провів у формі головної команди країни 6 матчів, забивши 4 голи.

## Кар'єра тренера
Розпочав тренерську кар'єру ще продовжуючи грати на полі. 1961 року він став граючим тренером клубу «Лідс Юнайтед».
Надалі очолював збірну Англії, збірну ОАЕ та «Ан-Наср» (Дубай).
Останнім місцем тренерської роботи був клуб «Аль-Ахлі», команду якого Дон Реві очолював як головний тренер до 1985 року.

## Титули та досягнення

### Як гравця
- Володар Кубка Англії (1):

«Манчестер Сіті»: 1955–56

### Як тренера
- Чемпіон Англії (2):

«Лідс Юнайтед»: 1968–69, 1973–74
- Володар Кубка ярмарків (2):

«Лідс Юнайтед»: 1967–68, 1970–71
- Володар Кубка англійської ліги (1):

«Лідс Юнайтед»: 1967–68
- Володар Суперкубка Англії (1):

«Лідс Юнайтед»: 1969
- Володар Кубка Англії (1):

«Лідс Юнайтед»: 1971–72